# Enrico Franzoni

Enrico Franzoni (1971)

Enrico Franzoni (* 10. Januar 1920 in Locarno; † 7. September 2008 ebenda) war ein Schweizer Anwalt und Politiker (CVP).

## Biografie
Franzoni schloss in Bern mit dem Lizentiat in Recht ab und studierte danach am Institut universitaire de hautes études internationales in Genf. Anschliessend eröffnete er eine Anwalts- und Notariatspraxis in Locarno.
Seine politische Karriere begann Franzoni in Muralto, wo er für die Konservativen von 1948 bis 1952 im Gemeinderat sass und von 1952 bis 1963 Gemeindepräsident war. Er sass von 1959 bis 1975 im Nationalrat, den er 1972/1973 präsidierte. Zudem war er von 1971 bis 1972 Präsident der CVP-Fraktion und von 1969 bis 1971 Präsident der Geschäftsprüfungskommission des Nationalrates. Von 1963 bis 1970 war Franzoni Mitglied der Beratenden Versammlung des Europarates.
Im Jahr 1973 war der Tessiner offizieller Bundesratskandidat der CVP, wurde aber nicht gewählt. Bis 1977 war er Präsident der Caritas Schweiz und Vizepräsident des PTT-Verwaltungsrats.